# Eutima commensalis
Eutima commensalis är en nässeldjursart som beskrevs av Santhakumari 1970. Eutima commensalis ingår i släktet Eutima och familjen Eirenidae. Inga underarter finns listade i Catalogue of Life.